# Кичинцы
Ки́чинцы (укр. Кичинці) — село в Корсунь-Шевченковском районе Черкасской области Украины.
Население по переписи 2001 года составляло 463 человека. Почтовый индекс — 19414. Телефонный код — 4735.

## Местный совет
19414, Черкасская обл., Корсунь-Шевченковский р-н, с. Кичинцы